# 電子ドラム

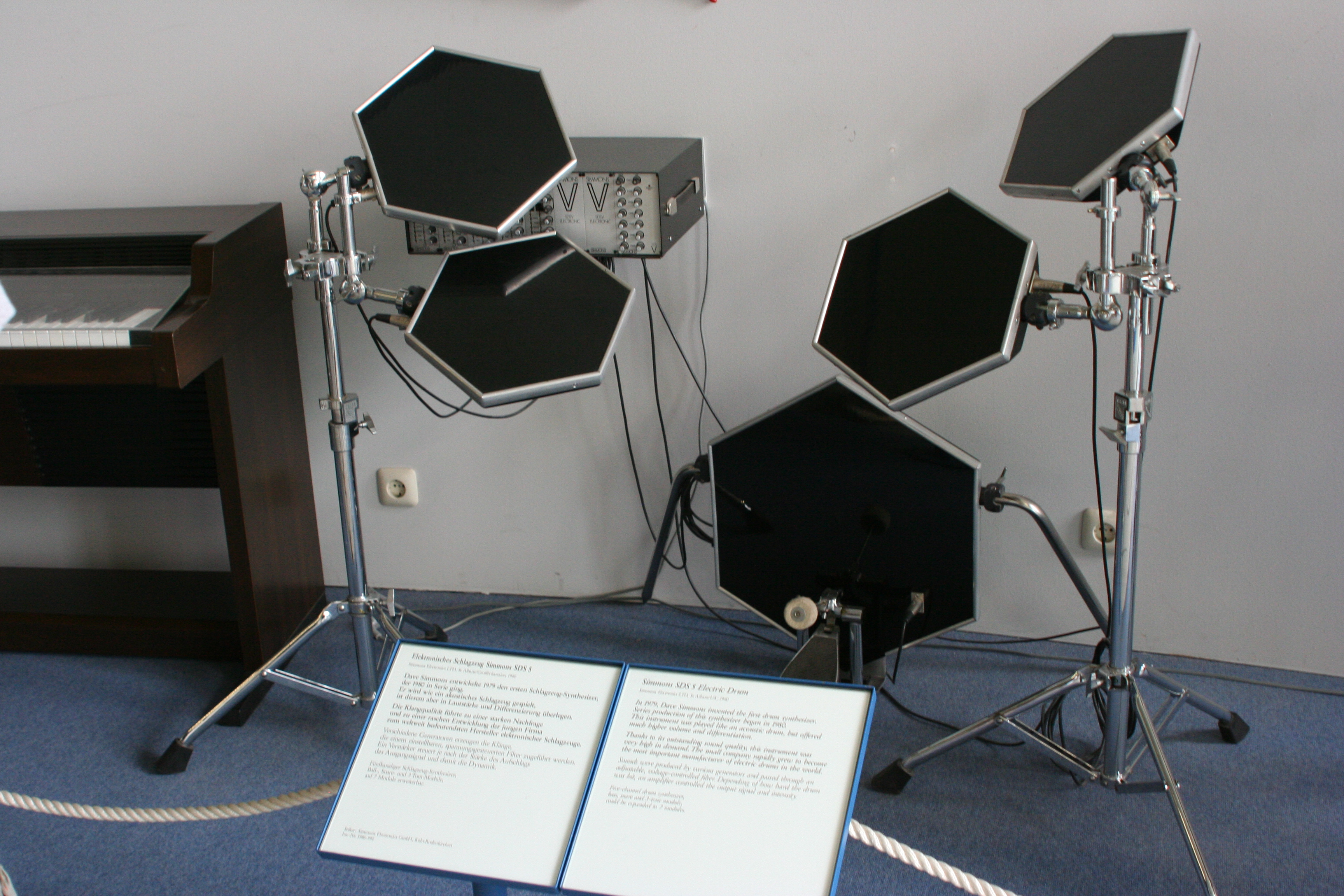
シモンズのSDS-V

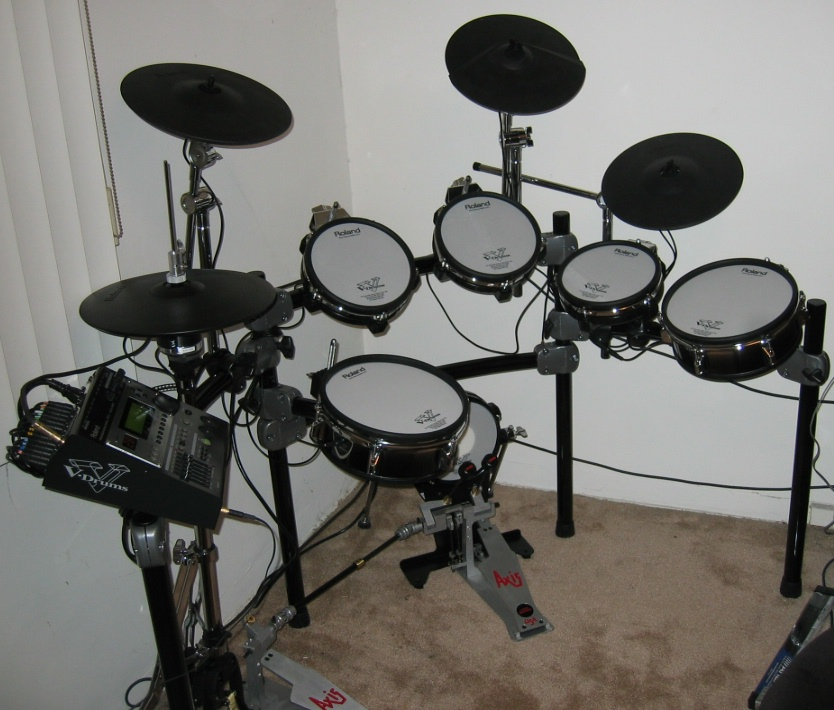
ローランドのV-Drum(en)TD-12S (拡張キット搭載)

電子ドラム(electronic drums)とは、ドラムセットなど打楽器の代用として開発された電子楽器である。叩く部分の振動をセンサーで受け、その電気信号によりサンプリングされた音声や発信器などで作り出した音を鳴らす。音はスピーカーで拡声したりヘッドホンで聞く。演奏は撥や手など元の楽器と同じ手法で行う。ドラムセットと同様にドラムという名称であるが、シンバルなどドラムではない音色も含まれている。
電子ドラムに対して電子式ではないものを「アコースティック・ドラム」あるいは「生ドラム」と呼ぶ。但し、電子であるかを問わない場合以外では用いられないことが多い。つまり、楽器で「ドラム」と言えば「アコースティック・ドラム」か、「電子ドラム」と「アコースティック・ドラム」との両方つまり全体を指す。
なお、サンプリング技術を用いないエレクトロニックドラムはシンセサイザー・ドラム（シンセドラム）と呼ばれることがある。

## 歴史

### 1970年代
1971年、イギリスのプログレッシヴ・ロックバンドムーディー・ブルースのドラマーであるグレアム・エッジはサセックス大学の教授ブライアン・グローヴスと共同で電子ドラムを世界で初めて設計製造した。この電子ドラムはアルバム「童夢」の1曲目に収録されているプロセッション (ムーディー・ブルースの曲)でエッジにより演奏されている。この電子ドラムは実験的に製造されたにすぎず商業的に販売されることはなかった。
1976年、ポラード・インダストリーズによって電子ドラムは世界で初めて商業的に販売される。ポラード・シンドラムと名付けられたこの電子ドラムは、アメリカカリフォルニア州出身のジョー・ポラードとマーク・バートンという2人の人物によって開発されたものである。複数のドラムパッドと音源モジュールからなるその構造は今日一般的に販売されている電子ドラムでも見られるものであり、かなり先進的な機器であった。カーマイン・アピスやテリー・ボジオなどプロのドラマーからはかなり注目を集めたものの生ドラムとは程遠い音などの理由により商業的には失敗し広まることはなく会社も廃業してしまった。
このような状況下にあった1978年、イギリス人のデイヴ・シモンズによってシモンズ (楽器メーカー)が創業された。

### 1980年代
シモンズは1980年代を通してその特徴的な六角形のパッド形状によるステージ設置時の視覚的派手さ、独自の回路設計による派手なスネアドラム音、叩く場所や速度によって音色が変わるシンバルパッドなどの高い技術力といった理由により電子ドラムに革命を起こし、ヤマハのDX7デジタルシンセサイザーと並んで80年代を象徴する音色として知られており非常に多くのミュージシャンが使用した。特に六角形のパッド形状はパール楽器製造、ローランド、ヤマハといったメーカーに真似される程人気であった。
そんなシモンズの電子ドラムであったが欠点が無かった訳ではない。特に言われるのがゴム製のパッドである。演奏時の静粛性を追求したものであるが打感は生ドラムとは程遠く、叩くたびに腕に負荷がかかるという代物であった。シモンズの電子ドラムをプロのドラマーとしては最後まで演奏し続けた1人として知られるビル・ブルーフォードが1990年代に使用をやめたのがこの理由によるものである。また、叩き方によっては鞭を振り抜いたような大きな音がするなど静粛性の面でも問題があった。これは一般家庭においての使用で騒音を抑えようと電子ドラムを使用する際には非常に大きな問題となった。
次に挙げる欠点は非常に高価であったという点である。特に1989年に発表されたSDXという機種は、音源モジュールにGUIで操作可能なOSを搭載したコンピューターを採用、フロッピーディスクを使用するとサンプラーとしても使用可能であり、叩く場所や速度によってパッドの音色が変わる技術を搭載などという破格の性能を誇ったがそれゆえに一般人に手が出せるようなものではなく音源モジュールだけで一万ドル程の価格で販売された。最終的な販売台数は250台程と言われており、シモンズの業績を著しく悪化させ廃業につながってしまった。

### 1990年代
1997年、ローランドはTD-10という機種を発表し、電子ドラムにシモンズ以上のさらなる技術革新をもたらした。特に、数学的モデルにより音色を合成する技術により生ドラムに近い音を実現させた他、ドラムヘッドメーカーのREMOと共同開発したメッシュ生地を使用したドラムパッドの採用によって静粛性と生ドラムに近いリアルな打感を両立させた。加えて、そのパッドに組み合わされるセンサー類の搭載位置や精度の洗練によって叩く速度や位置の検出がより高精度に可能となり、また、ヘッドホンと組み合わせれば住宅地や夜間でも使用できるという点は練習用途でも十分に使用することを可能とした。

## 電子ドラムメーカー
- ローランド（日本）
- ヤマハ（日本）
- ALESIS（米国）
- MEDERI（香港）